# Purity Wako
Purity Kategaya Wako (Ibanda) es una entrenadora, nutricionista y activista ugandesa.

## Trayectoria
Wako nació en Ibanda y estudió en la Makerere University Business School (MUBS). Actualmente vive en Kampala. A través de su activismo, Wako promueve el empoderamiento de las mujeres ugandesas y pidiendo que todas las mujeres tengan derechos legales en el matrimonio.
Como senga, ella aconseja a las nuevas esposas sobre cómo complacer a sus esposos, pero amplía el papel, queriendo que las mujeres ugandesas tengan los mismos derechos en el matrimonio. Wako fundó su propia compañía, KweraBITS, en 2013.

## Reconocimientos
En 2019, fue incluida entre las 100 Mujeres de la BBC, una lista anual que agrupa a las 100 mujeres más inspiradoras e influyentes según el medio de comunicación británico.